# Крила (біологія)

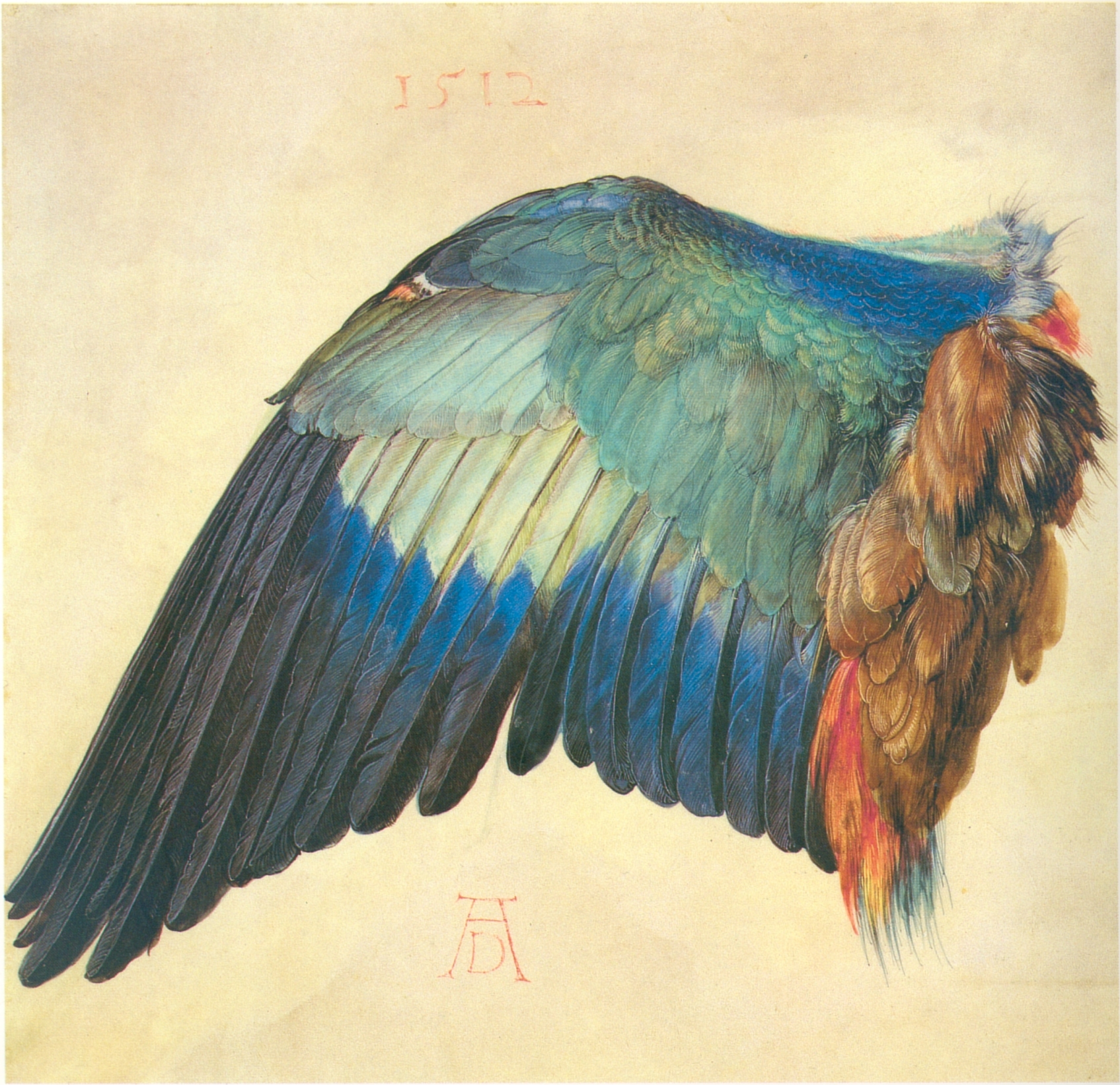
«Крило сиворакші» Альбрехта Дюрера

Крила (лат. alae) — органи польоту тварин. Є у більшості комах, у птахів, деяких ссавців (рукокрилі). Крила були у деяких викопних плазунів (наприклад, птерозаврів). У різних великих таксонах тварин походження крил різне. Крила крилатих комах представляють пластинчасті придатки грудей, які розвиваються зі складок покривів середньо- і задньогрудей. Міцність крилам надають трубчасті потовщення — жилки, по яких до крил поступає гемолімфа, проходять трахеї і нерви. Зазвичай у комах дві пари крил, проте у двокрилих задня пара перетворилася на жужжальця, у віялокрилих зникла передня пара, а у твердокрилих вона перетворилася на тверді надкрилля, які у спокої прикривають складені крила задньої пари. Розрізняють сітчасті крила з багатьма жилками, подовжніми й поперечними (наприклад, у сітчастокрилих, бабок), і перетинкові з малим числом жилок, особливо поперечних (перетинчастокрилі). Крила приводяться в рух потужними пучками м'язів і описують в повітрі дуже складну траєкторію. У деяких комах число помахів досягає 1000 за секунду. Крила хребетних — видозмінені передні кінцівки. Основу крил птахів складають плечової, променевої та ліктьової кісток і сильно видозмінені кістки кисті, в якій збереглися лише три пальці. Тримальна поверхня крил утворена пір'ям, яке черепицеподібно налягає одне на одного. Форма крил птахів залежить від особливостей їх польоту. Аеродинамічний вигідні склепінчасті профілі крил, змінні при польоті, як і площа крила. Основна і кистнева частини крила рухаються з різною швидкістю і в різних площинах, міняє своє положення махове пір'я. У інших летючих хребетних крила утворені шкірними літальними перетинками, які у летючих ящерів підтримувалися сильно подовженим IV пальцем, а у рукокрилих натягнуті між подовженими II — V пальцями, тулубом і задніми кінцівками. У всіх летючих хребетних посилені грудні м'язи, що грають основну роль при польоті.